# Зеземан, Эдуард Эдуардович
Эдуард Эдуардович (Абунард-Вильгельм-Эдуард-Эммануил) Зеземан (17 июня 1836 — 7 июня 1902) — российский генерал от инфантерии (9 апреля 1900 года), участник русско-турецкой войны 1877—1878 гг.

## Биография
Эдуард Зеземан родился 17 июня 1836 года. Окончил Николаевское инженерное училище, по окончании которого 17 июня 1855 года был оставлен в офицерских классах при училище. Не кончив курса их, Зеземан перешёл прапорщиком 20 сентября 1855 года в строй, начав службу в Финляндском саперном батальоне: с 23 июня 1857 года — подпоручик, с 6 августа 1859 года — поручик, с 6 мая 1860 года — подпоручик гвардии, 30 августа 1861 — поручик, 30 августа 1863 — штабс-капитан, с 16 апреля 1867 года — капитан, с 31 марта 1868 года — полковник. 22 июня 1872 года назначен командиром 1-го Кавказского саперного батальона.
Во главе этого батальона Эдуард Эдуардович Зеземан принял участие в русско-турецкой войне 1877—1878 годов, совершив ряд выдающихся подвигов во многих боях, особенно под Ардаганом, Аладжой и Деве-Бойну. Под его командой 1-й Кавказский саперный батальон заслужил в эту кампанию Георгиевское знамя и Георгиевские петлицы на мундиры нижних чинов, сам же Зеземан был награждён золотой саблей с надписью «За храбрость», орденом св. Владимира 3-й степени с мечами, чином генерал-майора (6 апреля 1878 года) и орденом св. Станислава 1-й степени с мечами.
С 30 августа 1888 года — генерал-лейтенант.
По окончании войны Зеземан с 20 октября 1877 года командовал Кавказской саперной бригадой, с 20 июля 1892 года 30-й пехотной и с 31 марта 1893 года Кавказской гренадерской дивизиями, а 11 июня 1897 года был назначен командиром Кавказского армейского корпуса; с 22 марта 1899 года — 2-го Кавказского армейского корпуса, в 1883 году был награждён орденом св. Анны 1-й степени.
Эдуард Эдуардович Зеземан умер в 1902 году.